# Шателю, Сезар Лоран де
Сеза́р Лора́н де Шателю́ (фр. César Laurent de Chastellux; 14 февраля 1780 года, Версаль — 3 сентября 1854 года, замок Шателю Шателю-сюр-Кюр) — французский граф, 8-й представитель знатного рода Шателю, политический деятель.
Эмигрировал во время революции. После реставрации вернулся во Францию и был избран в палату депутатом. 
Служил в армии, участвовал в походе 1823 года в Испанию. Вслед за тем сделан пэром Франции. 
Когда вспыхнула июльская революция, отказался присягнуть Луи-Филиппу.

## Труды
- «Relation du voyage de Mesdames les tantes du Roi de puis leur départ de Caserte jusqu’à leur Arrivée à Trieste, et de la mor de M-me Victoire» (П., 1817).